# 華岳山 (京畿道・江原特別自治道)
華岳山（ファアクサン、かがくざん、朝: 화악산）は、大韓民国の京畿道加平郡と江原特別自治道華川郡に跨る、高さ1,468mの山である。
京畿道の最高峰として、京畿五岳（紺岳山・雲岳山・冠岳山・華岳山・北朝鮮が実効支配中の松嶽山）の中でも最も最高峰である。また、韓国の山中で最高高さが10位以内に入る高さを誇る。

## 施設
華岳山の頂上には江原特別自治道春川市所在の放送局から発射されるテレビ・FMラジオ放送電波を受信した後、江原特別自治道西部（春川市・華川郡など）と京畿道東部に向けて送信する送信所がある。
他にも韓国空軍のレーダーサイトと防空砲台があり、この部隊は韓国で一番高い所にある。この軍部隊が存在するため一般人の立ち入りが禁止されているため、一般人が行ける最高地帯は「中峰（チュンボン、ちゅうほう、朝: 중봉、高さ1,446m）」と呼ばれる所である。